# Arnegg (Blaustein)

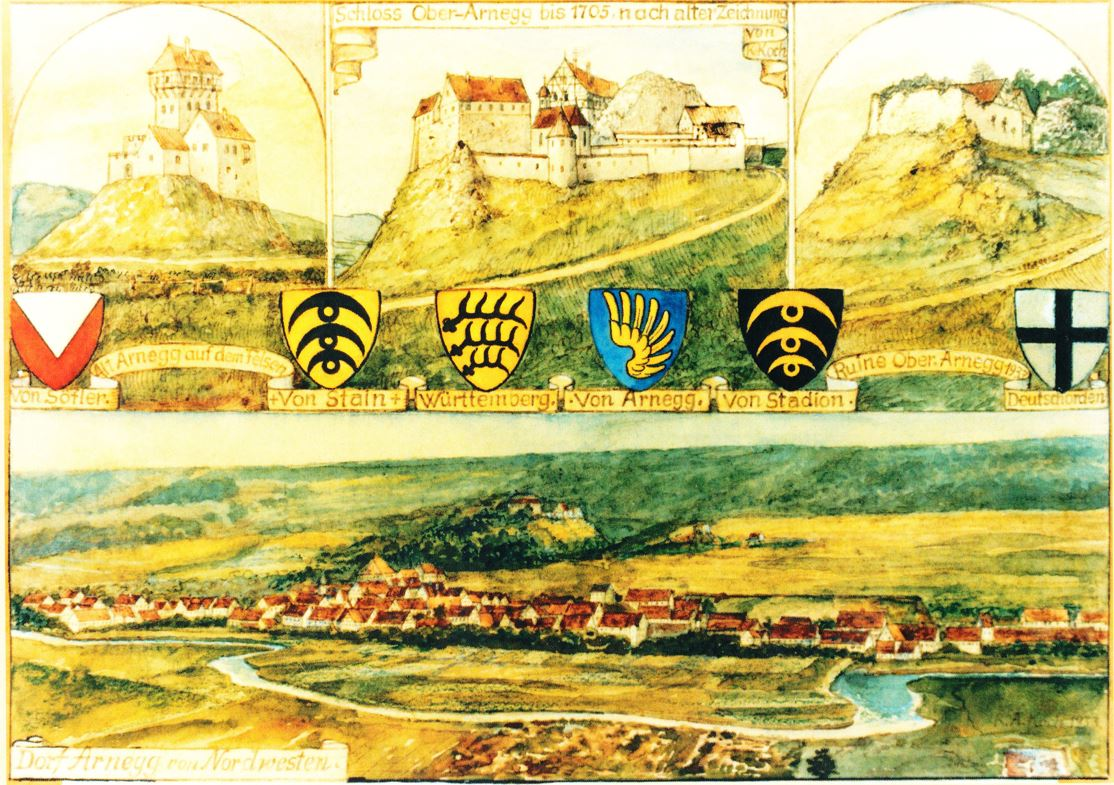
Gemälde der Burg Arnegg von 1933

Arnegg ist ein Stadtteil von Blaustein im Alb-Donau-Kreis in Baden-Württemberg. Durch den Zusammenschluss der Gemeinden Arnegg, Blaustein und Herrlingen erhielt das ehemals selbstständige Arnegg am 1. Januar 1975 seinen jetzigen Status.
Das Dorf Arnegg liegt circa zwei Kilometer westlich von Blaustein am rechten Hangfuß des  Blautals.

## Geschichte
Arnegg wird erstmals 1292 überliefert. Der Ort entstand im 12./13. Jahrhundert als Burgflecken der gleichnamigen Burg. Burg und Dorf, wahrscheinlich ein Lehen der Grafen von Dillingen und der Grafen von Württemberg als deren Erben, waren schon 1303/04 im Besitz des Ulmer Geschlechts der Seveler.
1338 kaufte Württemberg von Konrad Seveler die Hälfte von Burg und Herrschaft, deren zweite Hälfte über die ulmischen Ausbürger von Stein später ebenfalls an Württemberg kam. 1378 wurde die Burg von der Reichsstadt Ulm zerstört und erst Ende des 15. Jahrhunderts wiederaufgebaut. Württemberg verkaufte 1470 die Herrschaft Arnegg an die Herren von Stadion, denen nach dem Dreißigjährigen Krieg Nikola de Heures, Ehemann einer Stadionschen Erbtochter, die Herrschaft streitig machte.
1700 erwarb die Deutschordenskommende Altshausen die Grundherrschaft von den Herren von Stadion. Der Deutsche Orden erbaute im Dorf ein Amtshaus. Im Jahr 1806 kam Arnegg an Württemberg und wurde dem Oberamt Blaubeuren eingegliedert. 1938 kam Arnegg zum Landkreis Ulm.

## Bevölkerungsentwicklung
Es handelt sich um Einwohnerzahlen nach dem jeweiligen Gebietsstand bis 1970 und ohne die heute zugehörigen Ortsteile. Die Zahlen sind Volkszählungsergebnisse oder amtliche Fortschreibungen mit Archivierungen des LEO-BW Online-Informationssystems für Baden-Württemberg.
| Jahr      | 1852 | 1871 | 1880 | 1890 | 1900 | 1910 | 1925 | 1933 | 1939 | 1950 | 1956 | 1961 | 1970 |
| Einwohner | 360  | 319  | 341  | 319  | 363  | 393  | 427  | 429  | 560  | 777  | 1164 | 1299 | 1593 |

## Wappen
| Wappen von Arnegg (Blaustein) | Blasonierung: „In Silber ein schwebendes schwarzes Deutschordenskreuz, darüber eine liegende vierendige schwarze Hirschstange.“                                                      |
| Wappen von Arnegg (Blaustein) | Wappenbegründung: Das Deutschordenskreuz geht zurück auf die Ortsherrschaft der Deutschordenskommende Altshausen. Die Hirschstange verweist auf den Übergang Arneggs an Württemberg. |

## Kultur und Sehenswürdigkeiten
- Ruine Arnegg
- Ehemaliges Amtshaus des Deutschordens
- Die katholische Barockkirche Mariä Himmelfahrt wurde 1737 an Stelle einer älteren Kapelle erbaut.

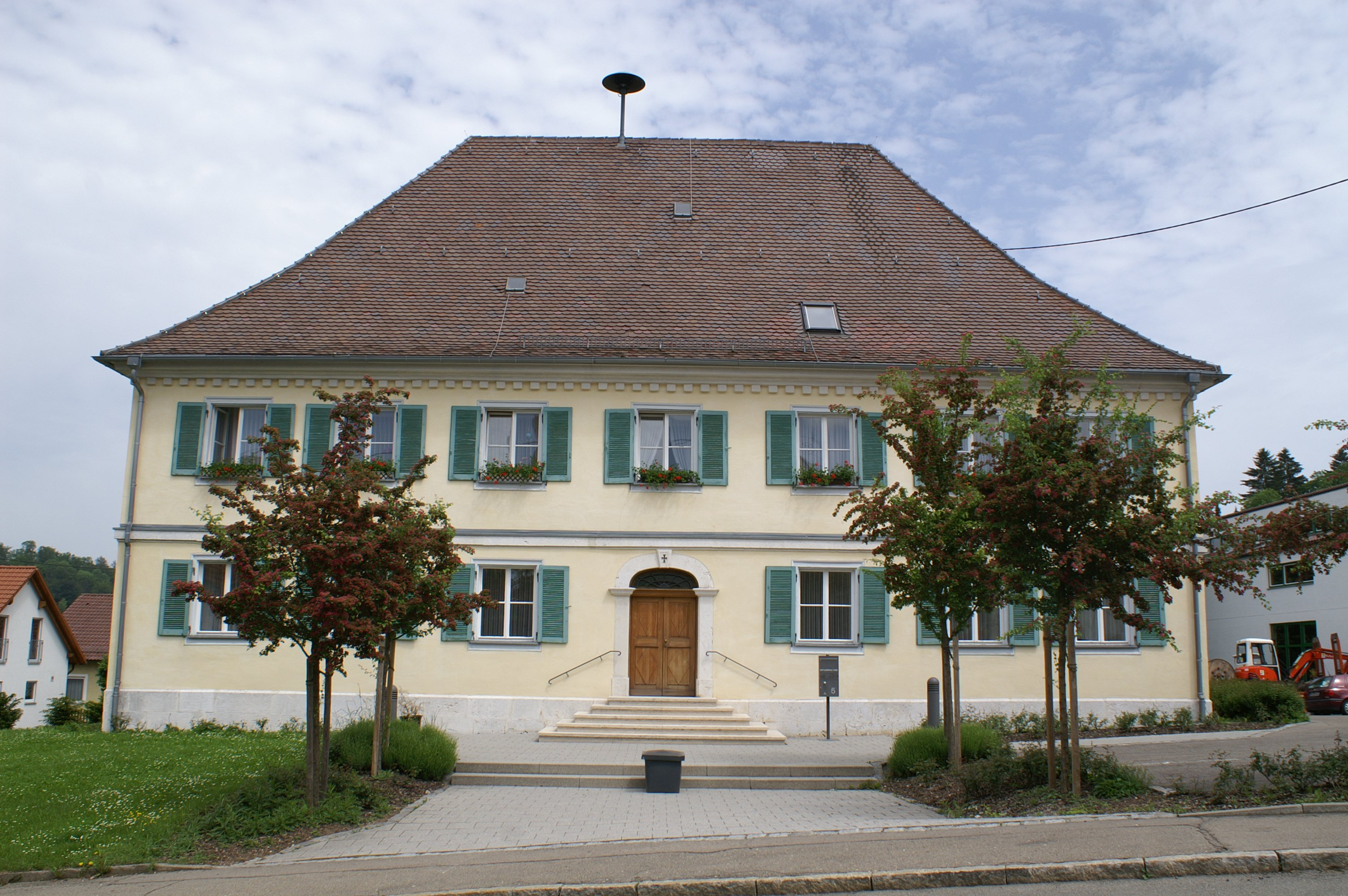
Ehemaliges Amtshaus des Deutschordens
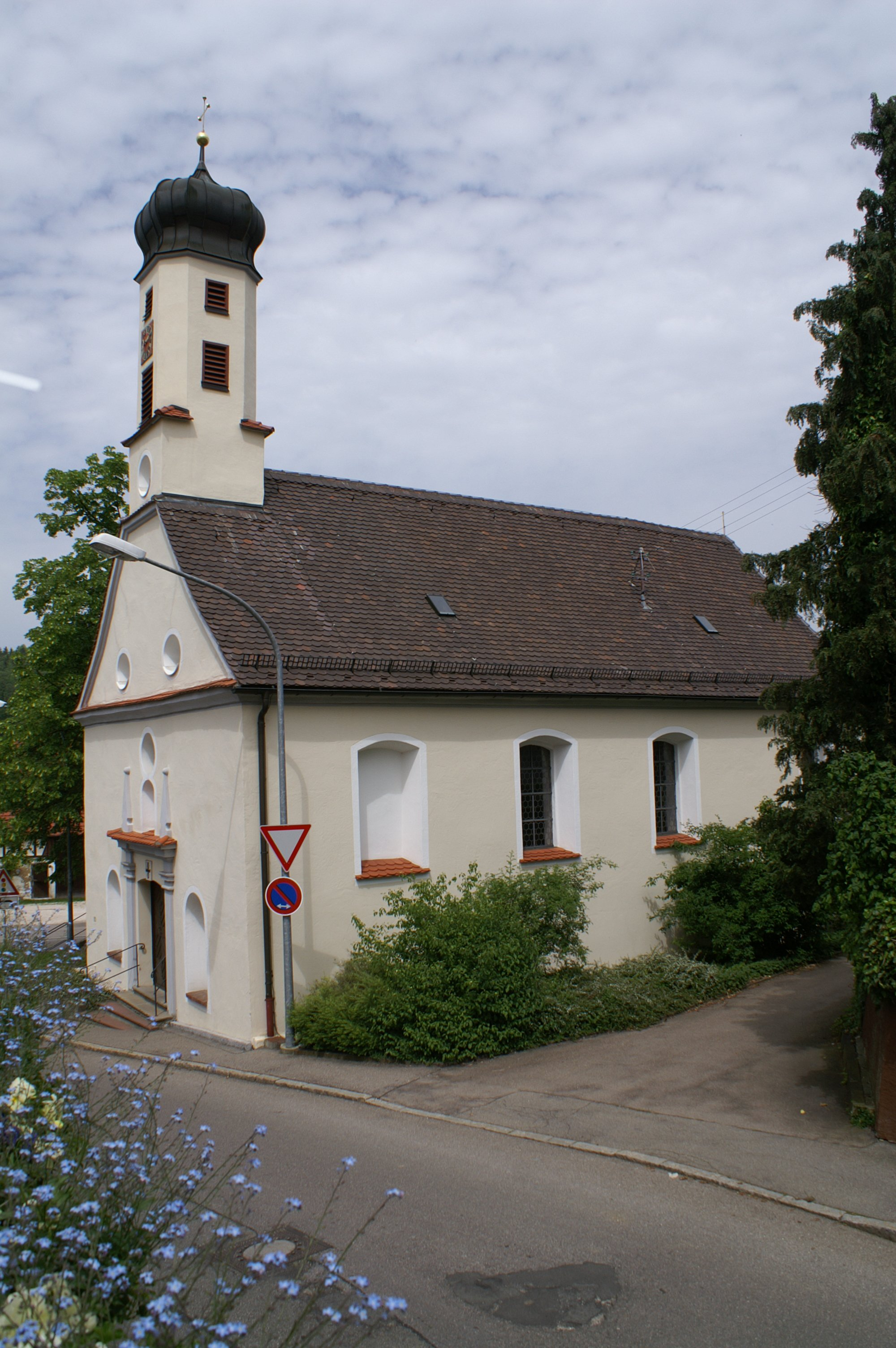
Katholische Kirche Mariä Himmelfahrt

## Sport- und Kulturvereine
- Landfrauenverein Arnegg
- Landwirtschaftlicher Ortsverein Arnegg
- Musikverein Arnegg e.V.[5]
- Narrenzunft Arnegger Weethexen & Hansel e.V.
- Narrenzunft Blautal-Sonna Arnegg e.V.
- NZ Arnegger Weethexen & Hansel e.V.
- Sängerbund Arnegg
- Schützenverein Hubertus Arnegg
- Schwäbischer Theaterverein Arnegg
- Sportverein Arnegg 1923 e. V.
- Treffpunkt Arnegg e. V.